# Sołek (województwo łódzkie)
Sołek – wieś w Polsce położona w województwie łódzkim, w powiecie opoczyńskim, w gminie Opoczno.
W latach 1975–1998 miejscowość administracyjnie należała do województwa piotrkowskiego.
Wieś jest siedzibą rzymskokatolickiej parafii św. Barbary.

## Zabytki
We wsi istniał stary drewniano-murowany kościół św. Barbary, prawdopodobnie sięgający swoją historią XIV wieku. Wiadomo, że w 1445 roku Mszczuj ze Skrzynna ufundował w tym miejscu kościół drewniany. Następnie w XVII wieku świątynia została przebudowana. Właśnie ten zabytek przetrwał do 18 lutego 2008 r., kiedy spalił się doszczętnie. We wnętrzu kościoła na szczególną uwagę zasługiwał cenny późnobarokowy ołtarz główny z przełomu XVIII/XIX w. oraz XVIII-wieczny ołtarz boczny.